# Plavčík

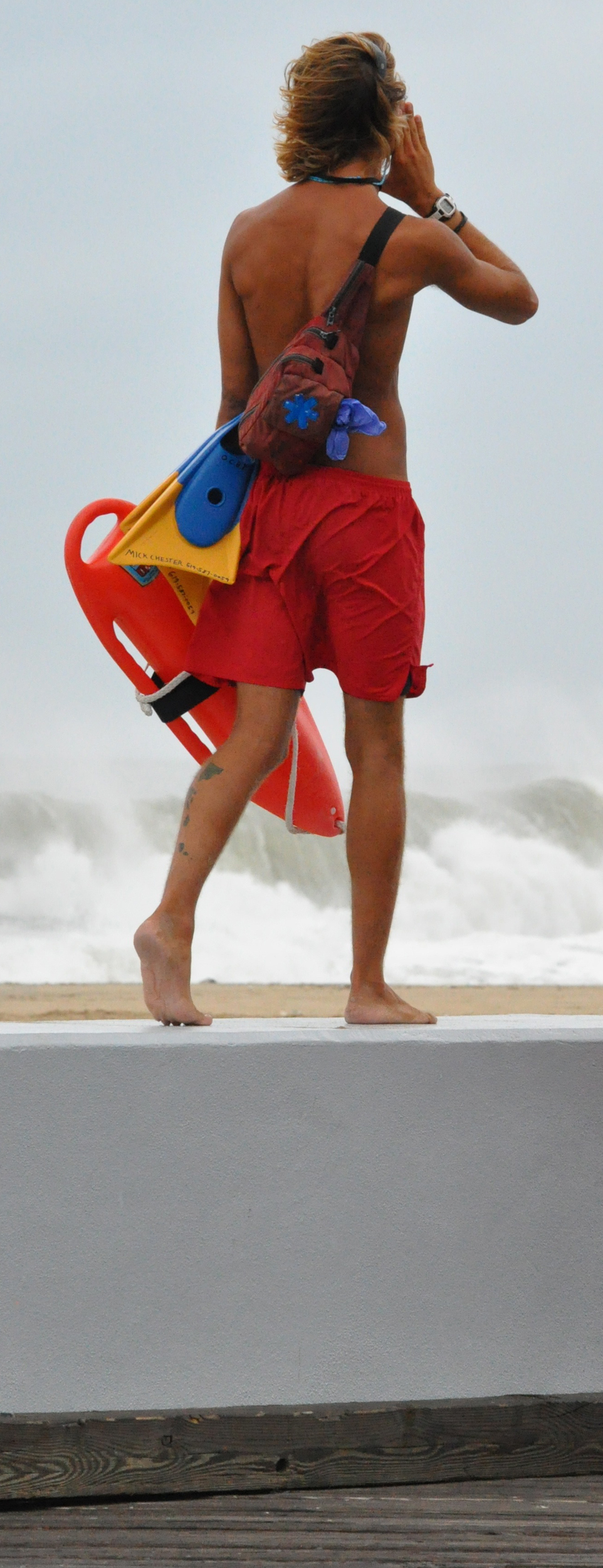
Plavčík

Plavčík je osoba vykonávající dozor nad provozem plaveckého bazénu, koupaliště nebo jiného místa, kde se koupe větší množství lidí (např. pláž). Jeho úkolem je především dbát na bezpečnost koupajících se osob, ale často také například vyučuje plavání.

## Náplň práce
Úkolem plavčíka je dbát na bezpečný provoz na koupališti, bazénu, pláži nebo jiném podobném zařízení.
Jeho pracovními činnostmi jsou:
- dozor nad koupajícími i nad celým provozem plovárny, koupaliště či pláže,
- zajišťování bezpečnosti a ochrany zdraví koupajících se osob i osob využívajících pramice a jiná plavidla půjčovaná v rámci koupaliště,
- zachraňování tonoucích a poskytování první pomoci,
- napouštění bazénu, kontrola hygienického stavu vody a čistoty bazénu, provádění dezinfekce,
- kontrola technického stavu zařízení na čištění a na úpravu vody, na rozvod vody, čerpadel, výměníků a jiných technologických zařízení, jejich obsluha a běžná údržba,
- kontrola teploty vody, její případná regulace,
- výuka plavání a provádění instruktáží pro záchranu tonoucích,
- případné řízení podřízených plavčíků.

## Pracovní prostředí
Povolání je vykonáváno u vody a ve vodě, je třeba počítat s vystavením se slunečnímu záření, s vysokými teplotami i s měnícími se klimatickými podmínkami a s prací o víkendech a v době dovolených.
Ve studiích sledujících zdraví plavčíků se následně prokázalo, že jsou vystaveni vyššímu riziku astmatu a některých dýchacích potíží. Astma je spojováno hlavně s vystavením vedlejším produktům chlorace v plaveckých bazénech jako je trichloramin, který může způsobit také akutní podráždění spojivek a vyvolat slzení, kašel nebo obtížné dýchání.

## Předpoklady pro výkon funkce
Mezi předpoklady pro výkon funkce patří kladný vztah k vodě, perfektní plavecké schopnosti, fyzická zdatnost a obratnost, nebojácnost, rychlá reakce, spolehlivost, ukázněnost. Funkce plavčíka je nevhodná pro občany s jakoukoliv vadou nebo onemocněním snižujícím jejich tělesnou zdatnost, sluchovou nebo zrakovou ostrost (která není korigována např. brýlemi), pro občany nervově labilní, s rozsáhlými kožními procesy, epilepsií, ušními onemocněními spojenými s výtoky. 

## Kurzy plavčíků
Podmínkou pro výkon činnosti plavčíka je absolvování kurzu „Plavčík“, popř. kurzu „Mistr plavčí“ podle starší, ale stále aktuální normy TNV 94 0920-1 z roku 2010. Kurz a zkoušku je nutno absolvovat v zařízení akreditovaném MŠMT.
V roce 2015 došlo ke změně (aktualizace) normy TNV 94 0920-1, do jejíž gesce patří právě problematika plavčíků. Tato nová norma změnila kompetence a názvy kurzů pro plavčíky na „vodní dozor - junior / senior“. Kurz a zkoušku je nutno absolvovat v zařízení akreditovaném oborovou organizací.